# Vornay
Vornay és un municipi francès, situat al departament de Cher i a la regió de Centre – Vall del Loira. L'any 2007 tenia 512 habitants.

## Demografia

### Població
El 2007 la població de fet de Vornay era de 512 persones. Hi havia 194 famílies, de les quals 42 eren unipersonals (21 homes vivint sols i 21 dones vivint soles), 66 parelles sense fills, 78 parelles amb fills i 8 famílies monoparentals amb fills.
La població ha evolucionat segons el següent gràfic:
Habitants censats

### Habitatges
El 2007 hi havia 224 habitatges, 195 eren l'habitatge principal de la família, 18 eren segones residències i 11 estaven desocupats. 220 eren cases i 4 eren apartaments. Dels 195 habitatges principals, 152 estaven ocupats pels seus propietaris, 41 estaven llogats i ocupats pels llogaters i 1 estava cedit a títol gratuït; 9 tenien dues cambres, 37 en tenien tres, 54 en tenien quatre i 95 en tenien cinc o més. 157 habitatges disposaven pel capbaix d'una plaça de pàrquing. A 71 habitatges hi havia un automòbil i a 109 n'hi havia dos o més.

### Piràmide de població
La piràmide de població per edats i sexe el 2009 era:
| Homes | Edats   | Dones |
| ----- | ------- | ----- |
| 0     | 95 o +  | 0     |
| 0     | 90 a 94 | 0     |
| 0     | 85 a 89 | 4     |
| 0     | 80 a 84 | 0     |
| 0     | 75 a 79 | 8     |
| 12    | 70 a 74 | 12    |
| 12    | 65 a 69 | 20    |
| 4     | 60 a 64 | 8     |
| 8     | 55 a 59 | 0     |
| 12    | 50 a 54 | 8     |
| 16    | 45 a 49 | 16    |
| 32    | 40 a 44 | 24    |
| 8     | 35 a 39 | 24    |
| 16    | 30 a 34 | 24    |
| 16    | 25 a 29 | 4     |
| 0     | 20 a 24 | 12    |
| 8     | 15 a 19 | 28    |
| 20    | 10 a 14 | 16    |
| 12    | 5 a 9   | 16    |
| 4     | 0 a 4   | 20    |

## Economia
El 2007 la població en edat de treballar era de 335 persones, 265 eren actives i 70 eren inactives. De les 265 persones actives 236 estaven ocupades (135 homes i 101 dones) i 30 estaven aturades (11 homes i 19 dones). De les 70 persones inactives 19 estaven jubilades, 24 estaven estudiant i 27 estaven classificades com a «altres inactius».

### Ingressos
El 2009 a Vornay hi havia 205 unitats fiscals que integraven 536 persones, la mediana anual d'ingressos fiscals per persona era de 17.623 €.

### Activitats econòmiques
Dels 6 establiments que hi havia el 2007, 1 era d'una empresa alimentària, 3 d'empreses de construcció, 1 d'una empresa de comerç i reparació d'automòbils i 1 d'una empresa classificada com a «altres activitats de serveis».
Dels 3 establiments de servei als particulars que hi havia el 2009, 1 era un paleta, 1 lampisteria i 1 saló de bellesa.
L'únic establiment comercial que hi havia el 2009 era una fleca.
L'any 2000 a Vornay hi havia 17 explotacions agrícoles que ocupaven un total de 2.208 hectàrees.

## Equipaments sanitaris i escolars
El 2009 hi havia una escola elemental integrada dins d'un grup escolar amb les comunes properes formant una escola dispersa.

## Poblacions més properes
El següent diagrama mostra les poblacions més properes.